# Рико (Колорадо)
Рико (енгл. Rico) град је у америчкој савезној држави Колорадо.

## Демографија
По попису из 2010. године број становника је 265, што је 60 (29,3%) становника више него 2000. године.
| Група             | 2000.       | 2010.       |
| Белци             | 189 (92,2%) | 245 (92,5%) |
| Афроамериканци    | 0 (0,0%)    | 1 (0,4%)    |
| Азијати           | 4 (2,0%)    | 0 (0,0%)    |
| Хиспаноамериканци | 6 (2,9%)    | 14 (5,3%)   |
| Укупно            | 205         | 265         |